# Dany Locati
Dany Locati (* 3. Januar 1977 in Villasanta) ist eine ehemalige italienische Skeletonpilotin.
Dany Locati vom Bob Club Cristallo betrieb den Skeleton seit 1994 und gehörte seit 1998 dem italienischen Nationalkader an. Trainiert wurde die Mailänderin von Hansjörg Raffl. Ihr Skeleton-Weltcup-Debüt gab Locati im Januar 1999 in Igls, wo sie den 14. Platz erreichen konnte. Ihr erstes Top-10-Ergebnis erreichte sie ein Jahr später bei der Skeleton-Weltmeisterschaft 2000 wiederum in Igls als Zehntplatzierte. 2002 trat sie bei der ersten Auflage eines Skeletonrennens im Rahmen von Olympischen Spielen in Salt Lake City an und belegte den neunten Rang. Bei den Anschubweltmeisterschaften im Juli 2002 in Groningen gewann die Italienerin die Silbermedaille. Weitere gute Ergebnisse erreichte Locati bei der Skeleton-Europameisterschaft 2004 in Altenberg mit einem sechsten und kurz darauf bei der Skeleton-Weltmeisterschaft 2004 in Königssee mit einem achten Platz. Bei der Universiade 2005 in Igls kam sie auf den siebten Platz. 2002 gewann sie die Tiroler Meisterschaft, in den Jahren 1999, 2000, 2001, 2003 und 2004 den Italienischen Meistertitel. Nachdem sie sich nicht für die Olympischen Spiele 2006 in Turin qualifizieren konnte, beendete sie ihre Karriere.